# Heroes of Might and Magic IV
Heroes of Might and Magic IV (ook wel Heroes IV genoemd) is een turn-based strategy spel ontworpen door New World Computing en gepubliceerd door 3DO Company voor Microsoft Windows in 2002.

## Verhaal
Het spel gaat verder waar “Heroes Chronicles: The Sword of Frost” ophoudt. Gelu, de leider van de Forest Guards en momenteel eigenaar van de Armageddon’s Blade valt Kilgore, de barbarenkoning, aan in een poging het “Sword of Frost” te vernietigen. Wanneer de twee zwaarden met elkaar worden geconfronteerd heeft dit een gigantische ontploffing tot gevolg die de wereld van Enroth vernietigt. Veel van de inwoners weten echter via mysterieuze poorten te ontsnappen naar de wereld van Axeoth. Tussen de overlevenden zitten veel helden uit de vorige spellen.
Het verhaal van Heroes IV vertelt in zes campaigns hoe de grote koninkrijken van Axeoth worden gevormd na de aankomst van de overlevenden uit Enroth. In elke campaign staat een held centraal. In tegenstelling tot de campaigns uit Heroes of Might and Magic III: The Restoration of Erathia bevatten alle zes de campaigns een uniek verhaal en sluiten niet op elkaar aan.

## Campaigns
- The True Blade: centraal staat Lysander, een loyale ridder die eerst in dienst stond van koningin Catherine (uit Heroes III). Hij regeert nu over het koninkrijk Palaedra. Zijn troon wordt echter bedreigd door Sir Worton, die beweert de enige overlevende troonopvolger te zijn van de Gryphonheartdynastie. Veel van Lysaders generaals lopen over naar Worton, zodat Lysander zelf gedwongen wordt Worton te ontmaskeren als een bedrieger.
- Glory of Days Past: Waerjak, een barbarenhoofdman, wanhoopt over de veranderingen die in de barbarengemeenschap hebben plaatsgevonden. Na de dood van Kilgore is er een oorlog tussen de barbaren uitgebroken. Waerjak is van plan Kilgore’s barbarenkoninkrijk te herstellen door zijn kracht te bewijzen tegenover zijn rivalen.
- The Price of Peace: vertelt het verhaal van Emilia Nighthaven, de boerendochter van een Enrothiaanse glasblazer. Op Axeoth wordt zij al snel de leidster van een groep vluchtelingen en sticht samen met hen het koninkrijk Great Arcan. Haar succes trekt al snel de aandacht van de onsterfelijke koning Gavin Magnus (uit Might and Magic VII), en zijn Djinn-bediende Solymr. Solymr loopt al snel over naar Emilia’s kant en staat zelf centraal in een aantal scenario’s. Dit is de langste van de zes campaigns met een totaal van acht scenario’s.
- Elwin and Shaera: Elwin, een gewone elf uit het Elvenkoninkrijk Aranorn wordt verliefd op Shaera, maar hun relatie wordt bedreigd door een sterke rivaal van Elwin. In een poging zijn rivaal te verslaan stort Elwin zich in een grote oorlog waarvan de winnaar niet alleen Shaera’s hand krijgt, maar ook de troon van Aranorn.
- Half-Dead: Deze campain vertelt het verhaal van Gauldoth Half-Dead, een man die half mens, half-lich is geworden als gevolg van een necromancer spreuk die gruwelijk mis ging. Moe van altijd maar moeten leven als een verschoppeling verzamelt Gauldoth de legers van de ondoden en sticht met hun hulp een koninkrijk. Maar al snel wordt Gauldoth gedwongen op te treden als beschermer voor zowel de levenden als de doden wanneer een machtig wezen uit een andere dimensie zijn wereld binnendringt.
- A Pirate's Daughter: introduceert Tawni Balfour, de enige dochter van een beroemde piraat. Tawni erft haar vaders schip en bemanning na zijn dood. Terwijl ze de kusten van de Gouden Zee bevaart probeert ze in haar vaders voetsporen te treden als de meest gevreesde piraat van Axeoth.

## Spel veranderingen
Heroes of Might and Magic IV introduceert een aantal veranderingen aan de Heroes serie.

### Helden
Een van de grootste veranderingen is de rol van de held. In de vorige Heroes spellen stond de held altijd aan de zijlijn in een gevecht en kon zijn leger alleen helpen met geleerde vaardigheden en spreuken. In Heroes IV staat de held zelf ook op het slagveld tussen zijn leger en vecht met hen mee. Dit heeft als voordeel dat een held van een hoog level een sterke aanwinst is voor het leger omdat hij gemakkelijk meerdere vijanden aan kan. Een nadeel is dat de held nu veel kwetsbaarder is omdat hij in het gevecht kan omkomen. In de vorige Heroes spellen kwam een held alleen om als zijn hele leger was verslagen.
Ook is een leger niet meer gebonden aan één held. Een speler kan in Heroes IV meerdere helden in hetzelfde leger stoppen en zelfs legers zonder aanvoering van een held laten rondreizen. Deze heldenloze legers kunnen alleen geen steden veroveren en hulpbronnen innemen. In Heroes IV bezitten niet-helden nu ook sterkere spreuken dan in de vorige Heroes spellen.
De graphics zijn ook verbeterd ten opzichte van de vorige delen waardoor zowel de kaart als de gevechtsschermen nu 3D lijken.

### Vaardigheden
Het vaardighedensysteem heeft ook veranderingen ondergaan. Alle helden uit een bepaalde klasse beginnen met dezelfde basisvaardigheden. Een speler heeft nu meer controle over hoe een held zich ontwikkelt. Helden kunnen uitgroeien tot 40 verschillende klassen, gebaseerd op de vaardigheden die ze leren.
Er zijn in totaal negen verschillende vaardigheden, waarvan vijf gebaseerd op magie, elk onderverdeeld in vier sub-vaardigheden. Elk van deze subvaardigheden kan worden beheerst op vijf niveaus: basic, advanced, expert, master, grandmaster. Een held kan slechts vijf van de negen vaardigheden leren.

### Steden en troepen
De acht steden uit “Heroes of Might and Magic III” zijn nu teruggebracht tot zes. Vijf van deze steden horen bij een speciale groep van magie (life, chaos, nature, death en order). De zesde stad (might) verkiest kracht boven magie.
Troepen kunnen niet meer worden geüpgraded naar een sterkere vorm. Verder kan een stad slechts een gebouw bevatten per niveau van een legereenheid. Voorbeeld: een Academy-stad kan een “Altar of Wishes (voor Genies) bevatten, of een “Golden Pavilion”(voor Naga's). Echter: omdat Genies en Naga’s allebei niveau 3-wezens zijn kan de stad niet beide gebouwen bevatten. De speler moet kiezen welk gebouw de voorkeur krijgt.
Wel kan een held nu dagelijks nieuwe wezens rekruteren in een stad in plaats van wekelijks.

## Reacties
Veel van de veranderingen in Heroes IV leidden tot kritiek van Heroes-fans. Vooral de dagelijkse groei van legereenheden, het gebrek aan upgrades voor de legereenheden en de nieuwe rol van de held bij gevechten kregen veel kritiek. Om die reden werden in “Heroes V” veel van deze veranderingen teruggedraaid naar de stijl van Heroes III.

## Uitbreidingen
Er kwamen twee uitbreidingsspellen voor Heroes IV uit.
- Heroes of Might and Magic IV: The Gathering Storm
- Heroes of Might and Magic IV: Winds of War.